# Р-23 (авиапушка)
Р-23 (Рихтера 23 мм, обозначение КБ — 261П) — советская 23-мм авиационная автоматическая пушка системы А. А. Рихтера.

## История
23-миллиметровая авиационная пушка Р-23 (261П) с патронниками револьверного типа. Разработана в ОКБ-16 под руководством А. А. Рихтера для вооружения самолёта Ту-22. При проектировании ставилась задача получить лёгкую и с высоким темпом стрельбы подвижную кормовую установку для обороны самолёта, способную работать при длительном сверхзвуковом полёте. Первые образцы пушки изготовлены в 1957 году на заводе № 235. В 1959 году пушка прошла наземные государственные испытания. В 1962—1963 годах проводились лётные испытания.
Особенности конструкции пушки: автоматика, работающая с помощью трех автономных газовых двигателей, полигональная нарезка ствола, необычная револьверная схема заряжания. Скорострельность Р-23 достигала 2500 выстрелов в минуту, что было рекордом для одноствольной 23 мм авиационной пушки. Для пушки разработан уникальный патрон с осколочно-фугасно-зажигательным (ОФЗ) снарядом, полностью расположенными внутри стальной гильзы с электрокапсюлем. Всё это было впервые в мировой практике.
Электрогидравлическая кормовая установка ДК-20 под одну Р-23 разрабатывалась в ОКБ завода «Вымпел». Она обеспечивала ведение прицельной стрельбы с автоматической коррекцией положения ствола пушки относительно линии визирования прицела. Управление установкой осуществлялось дистанционно, а для прицеливания был разработан телевизионный прицел ТП-1 (в проекте — ТСП-1) и радиолокационный прицел ПРС-3 «Аргон».
В эксплуатации пушка и установка в целом показала низкую надёжность и невысокую точность стрельбы. В дальнейшем как пушка, так и установка ДК-20 на другие типы авиационной техники не устанавливались.

## Тактико-технические характеристики
- Калибр — 23 мм
- Длина пушки — 1468 мм
- Масса пушки — 58,5 кг
- Темп стрельбы — до 2500 выстр/мин.
- Начальная скорость снаряда — 850 м/с

### Боеприпасы
- Калибр: 23×260 мм со стальной гильзой
- Масса снаряда: ~175 г
- Заряд пороха: 67 г бездымного пороха «4/7фл ВБП»
- Типы боеприпасов: ОФЗ

## Модификации
- Р-23 — базовая модель для Ту-22.
- Р-23М «Картечь» — Разработана в КБ «Точмаш» в 1973 году для вооружения космических аппаратов.

## Носители
- Ту-22